# Резолюция Совета Безопасности ООН 1091
Резолюция Совета Безопасности Организации Объединённых Наций 1091 (код — S/RES/1091), принятая без голосования на закрытом заседании 13 декабря 1996 года, Совет признал вклад уходящего Генерального секретаря Бутроса Бутроса-Гали, срок полномочий которого истекал 31 декабря 1996 года.
Совет Безопасности признал ту роль, которую Бутрос-Гали сыграл в руководстве деятельностью Организации Объединенных Наций по выполнению ее обязанностей в соответствии с Уставом Организации Объединенных Наций. Он также отметил его усилия по поиску долгосрочных решений конфликтов во всем мире и высоко оценил проведенные им реформы по реструктуризации и укреплению системы Организации Объединенных Наций.
В резолюции признается вклад Бутроса-Гали в обеспечение международного мира и безопасности, усилия по решению международных проблем, усилия по удовлетворению гуманитарных потребностей и его продвижение прав человека и основных свобод для всех людей. В заключение она выразила признательность за его преданность положениям Устава Организации Объединенных Наций и развитию дружественных отношений между странами.
Это был второй случай, когда резолюция Совета Безопасности была принята путем аккламации.